# 白斗鎮
白 斗鎮（ペク・トゥジン、はく とちん、1908年10月31日 - 1993年9月5日）は、大韓民国の政治家。黄海道信川郡出身。本貫は水原白氏。第4・10代国務総理、第8・10国会議長などを歴任した。日本名白川 實。

## 生涯
1934年旧制東京商科大学（現：一橋大学）を卒業して朝鮮銀行に入行。理事にまでなった。大学の先輩にあたる具鎔書に引き上げられ、独立後も韓国銀行理事を務め、1948年に外資庁長官・1951年財務部長官に就任。この時重石ドル事件への関与で野党から追及を受けるが、これを切り抜けて1952年に財務部長官兼務のまま国務総理代理となり、同時に米韓合同経済委員会の代表を務める。翌1953年に正式に国務総理となった、
4月革命後の国会議員補欠選挙に出馬・当選して政界入りするが、直後に5・16軍事クーデターが勃発。その後民主共和党結成に加わり、1968年には日韓協力委員会の韓国側の会長を務めた（日本側会長は岸信介、顧問に石井光次郎）。1970年に再度国務総理に就任し、1971年に国会議長に選出。維新体制成立の後、1973年に維新政友会委員長に就任しその確立に協力、1979年に野党の反対を押し切って再度国会議長となる。しかし全斗煥政権下では公職に就くことなく、新民主共和党が結成されると同党常任顧問となった。

## 賞勲
1970年に韓国修交勲章光化章、1971年に勲一等旭日大綬章、1972年にフィリピン外交勲章、同年に中華民国特種大綬景星勲章を受章した。